# Jean-Albert Carnevali
Pour les articles homonymes, voir Carnevali.
Jean-Albert Carnevali (né le 19 septembre 1993 à Virton) est un coureur cycliste belge.

## Biographie
Jean-Albert Carnevali naît le 19 septembre 1993 à Virton en Belgique.
En 2011, Jean-Albert Carnevali remporte la deuxième étape du Tour du Valromey.
En 2013, il rejoint la nouvelle équipe continentale Verandas Willems, tout en étudiant en première année d'ingénieur industriel. Il s'illustre notamment sur le Grand Prix de Plumelec-Morbihan, en faisant partie de l'échappée matinale avec Théo Vimpère et César Bihel reprise à quatre kilomètres de l'arrivée. Jean-Albert Carnevali termine finalement 38e et remporte le prix des sprints. Il termine par la suite sixième de la Flèche ardennaise et cinquième du prologue du Sibiu Cycling Tour. L'année suivante, il réalise de nouveau de bons résultats sur les épreuves de l'UCI Europe Tour. Il termine notamment septième de la Carpathian Couriers Race, quatrième d'une étape de la Ronde de l'Isard d'Ariège et septième de la Flèche du Sud. Il prend également part au Tour de l'Avenir au sein de l'équipe nationale belge à la suite du forfait de Dieter Bouvry. Il s'y classe 88e au classement général. 
Il s'engage au sein de l'équipe Lotto-Soudal U23 pour la saison 2015. Il retourne en 2016 au sein de son ancienne formation Verandas Willems-Crabbé-CC Chevigny. Il décide cependant en cours de saison de mettre un terme à sa carrière pour continuer ses études au sein de l'emlyon business school et intégrer l'association étudiante Solidari'Terre[réf. nécessaire].

## Palmarès et classements mondiaux

### Palmarès
- 2011
  - 2e étape du Tour du Valromey
- 2013
  - 3e de l'Arden Challenge

### Classements mondiaux
| Année           | 2013 | 2014 |
| --------------- | ---- | ---- |
| UCI Europe Tour | 722e | 695e |